# Eduardo Teixeira Coelho
Pour les articles homonymes, voir Coelho.
Eduardo Teixeira Coelho, alias ETC, Etcheverry (ou Etcheveri) et surtout Martin Sièvre est né à Angra do Heroísmo aux Açores le 4 janvier 1919 et est mort à Florence le 31 mai 2005. C'est un auteur de bande dessinée portugais qui a notamment travaillé en France pour Vaillant puis Pif gadget. Il est considéré comme le plus grand dessinateur réaliste portugais de l'après-guerre. Influencé par Harold Foster, Coelho se spécialise dans la bande dessinée historique. Son principal collaborateur, tout au long de sa carrière francophone, est le scénariste Jean Ollivier avec qui il crée Ragnar le Viking en 1955 dans le journal Vaillant puis avec qui il reprend Robin des Bois dans Pif gadget en 1969. Il participe également à partir de 1976 à la collection Histoire de France en bandes dessinées.

## Les débuts
Né aux Açores, Eduardo Coelho se dirige vers le Portugal continental pour ses études. Il publie sa première bande dessinée, un strip comique, à l'âge de 17 ans, en 1936, dans le journal Sempre Fixe.
Il travaille ensuite dans la publicité comme assistant du dessinateur Álvaro Duarte de Almeida, avec qui il illustre une partie du Corso Dickson de Arte Comercial, un cours de dessin commercial par correspondance. À ses côtés, ainsi qu'en rencontrant d'autres dessinateurs comme João Rodrigues Alves, Eduardo Coelho se forme et progresse dans son dessin.
En 1941, il réalise des illustrations pour le journal Foco.

## La périodeO Mosquito(1942-1953)
Il devient collaborateur régulier de O Mosquito (pt) à partir de 1943, il a 23 ans. Il va y rencontrer celui qui va être son principal scénariste : Raul Correia.
En dix années, il devient un auteur incontournable au Portugal. Son dessin réaliste s'associe à des styles différents : bandes historiques, western, fantaisie. Il met également en images nombres d'œuvres du célèbre poète portugais Eça de Queirós : A Torre de D. Ramires (1950), O Defunto (1950), O Suave Milagre (1950), A Aia (1952).
Ses deux principales séries sont le western Falcão Negro, qu'il dessine de 1946 à 1949, et O Caminho do Oriente, scénarisé par Raul Correia, qu'il produit de 1946 à 1948 et qui illustre les grandes heures de gloire des explorateurs portugais.
Parmi sa nombreuse production, on trouve déjà une bande traitant du thème des Vikings, Sigurd o Herói (1946), thème qui va jalonner sa production française.
En 1946, Prince Vaillant d'Hal Foster paraît dans O Mosquito, une série qui devient une référence pour Coelho.
En 1949, il collabore de nouveau avec Álvaro Duarte de Almeida, pour illustrer le livre de propagande O Valor Moral da Educação Física, écrit par le capitaine Alberto Feliciano Marques Pereira. Les illustrations mélangent scènes historiques (illustrées par Almeida) et scènes gymniques (illustrées par Coelho).
Lorsque O Mosquito s'interrompt en 1953, il quitte le Portugal.

## Le travail à l'international

### Espagne
Il travaille pour l'Espagne dès 1944, où il publie à Madrid dans le périodique Chicos ainsi que dans El Gran Chicos. Ses premières bandes espagnoles, telles El Hechicero de los Matabeles (1944) ou Un Jinete del Oeste (1944), inédites au Portugal, sont reprises et traduites peu de temps après dans O Mosquito (pt). Plus tard, certaines bandes paraissent simultanément dans les deux périodiques, comme Os Náufragos do Barco sem Nome dans O Mosquito et la version espagnole : Los Naufragos del Buque sin Nombre dans Chicos, tous les deux en 1946. Après son départ du Portugal, il s'installe en Espagne à partir de 1953.

### Brésil
Eduardo Coelho travaille également pour le Brésil, où les revues Aventuras Heróicas et O Jornalzinho publient son travail.

### Angleterre
Tout en étant en Espagne, il séjourne en Angleterre où il travaille pour la société d'édition anglaise Amalgamated Press en collaborant au petit format mensuel Thriller Picture Library, en devenant un des auteurs de la série dessinée Robin des bois. Certaines de ces histoires sont traduites en France dans les années 1960, sous le titre d'Oliver, dans le petit format du même nom.
Peu après, il travaille également pour une autre publication d’Amalgamated Press, l'hebdomadaire Playhour (en), destiné à un public plus jeune. Il y illustre des contes comme Le Chat botté (1956) ou Tom Pouce (1957).

## L'arrivée en France et les débuts dansVaillant(1955-1969)
Eduardo Coelho arrive en France en 1955 et rejoint l'équipe de Vaillant sous le pseudonyme de Martin Sièvre.
Il va signer pratiquement toutes ses bandes dessinées sur des scénarios du prolifique Jean Ollivier.

### Ragnar le Viking

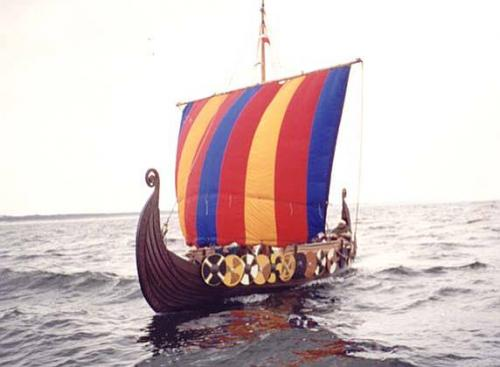
Le drakkar de Ragnar, le Coursier de ondes.

Sa première publication, Ragnar, en 1955, en collaboration avec le scénariste Jean Ollivier, lui apporte immédiatement le succès.
Cette série à suivre vit jusqu'à la fin du journal Vaillant, en 1969, et quelques récits paraissent même dans les tout débuts de Pif gadget. Sur l'abandon de Ragnar, Richard Medioni s'explique :

« Passer de Vaillant à Pif Gadget signifiait passer d'"histoires à suivre" à des "héros à suivre". 
Or, les héros peuvent être "suivis" dans la mesure où on les retrouve assez souvent. [...] Ragnar était ma bande réaliste préférée, mais je dois dire que ce n'était pas le cas de nos lecteurs. 
Ragnar n'appartenait pas à un grand genre (western, policier, cape et épée, Tarzan...) et il en souffrait. [...] Le personnage de Robin des bois était alors particulièrement populaire. Pour Coelho, ce n'était pas un problème de passer de l'un à l'autre. »

### Autres publications

#### Davy Crockett

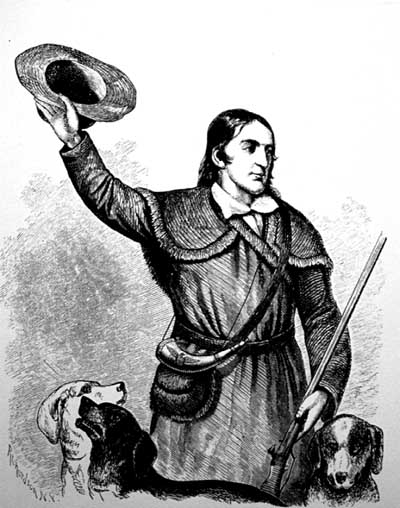
Portrait de Davy Crockett en 1834.

En 1957, Jean Ollivier adapte en bande dessinée l'histoire du trappeur américain Davy Crockett. Coelho réalise quatre récits avant d'arrêter la série la même année.
Tout juste arrivé au journal Vaillant, Kline reprend le dessin de Davy Crockett en 1960 et ce jusqu'en 1968.

#### Wango
Créée en 1957 sur des scénarios de Jean Ollivier, cette série narrant les pérégrinations d'un marin ne connaît  qu'un unique épisode sous le pinceau d'Eduardo Coelho. Elle est reprise dès 1958 par une nouvelle équipe : Paul Gillon au dessin et Roger Lécureux au scénario, qui réalise trois autres histoires.

#### La reprise d'Yves le Loup
Créée en 1947 par Jean Ollivier et René Bastard la série est un des piliers du journal Vaillant jusqu'à sa disparition 1966.
Entre 1960 et 1961, René Bastard, las et malade, arrête de dessiner et choisit de confier la série à Eduardo Coelho. Celui-ci connaît très bien le scénariste : Jean Ollivier.
Coelho réalise quatre épisodes d'Yves le Loup durant cette période avant que René Bastard ne reprenne en main son personnage en 1962.

#### Divers
En 1956, Eduardo Coelho dessine l'adaptation en bande dessinée, réalisée par Jean Ollivier, du livre de Charles De Coster sur la légende de Till Ulenspiegel, un Flamand du XVIIe siècle résistant à l'occupant espagnol.
En 1968, dans le Vaillant no 1206, il réalise sur un scénario de Georges Rieu un récit de douze planches sur la guerre du Viêt Nam, intitulé La Forteresse imprenable.

## Le lancement dePipolin les gaies Images(1957-1963)
Dans un registre moins réaliste, il crée le héros-titre du mensuel Pipolin les gaies Images lancé par les éditions Vaillant et destiné à un public plus enfantin.
Ses histoires sont des récits illustrés, contant les mésaventures du lutin Pipolin et de deux enfants : Nouche et Jo.
Pour les scénarios, Eduardo Coelho est fortement aidé par sa femme, Gilda Teixeira Coelho, par ailleurs auteur de littérature de jeunesse.

## Les petits formats

### Biorn le Viking
De 1962 à 1968, il anime sur des scénarios de Jean Ollivier Biorn le Viking dans les petits formats Brik puis Pirates (Mon journal).

### Cartouche
Toujours avec Jean Ollivier, il réalise Cartouche dans le petit format du même nom en 1964. Ce petit format ne connaît que sept numéros. La série se prolonge épisodiquement dans d'autres publications jusqu'en 1966.

## Pif gadget, la continuité (1969-1984)

### La reprise de Robin des Bois

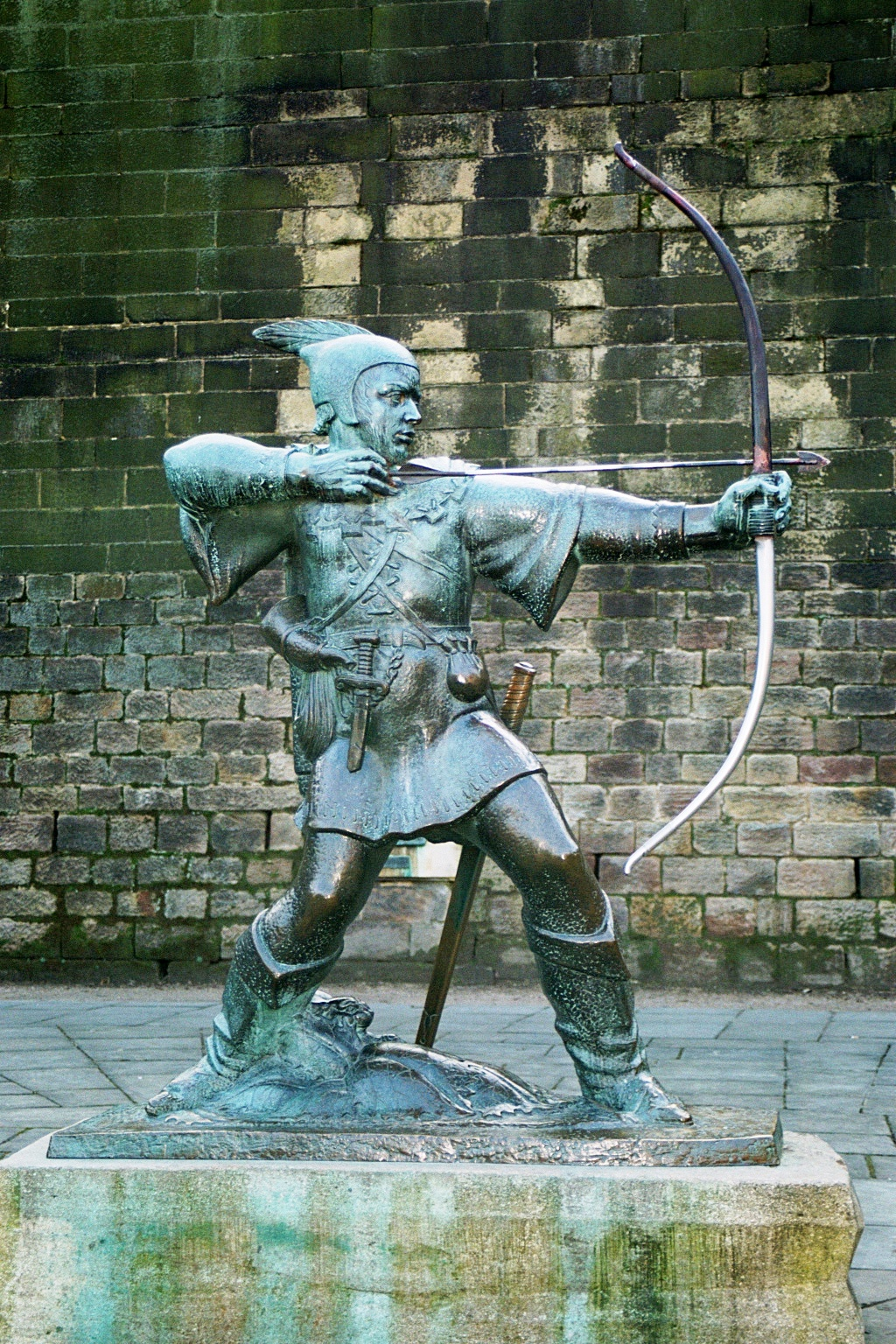
Statue de Robin des Bois à Nottingham.

Pour le nouveau journal Pif gadget lancé en 1969, Eduardo Coelho abandonne sa saga viking Ragnar, mal adaptée au concept de récits complets uniques à chaque numéro, et ce malgré la tentative d'adapter la série à ce format.
C'est ainsi que Jean Ollivier lui propose de reprendre Robin des Bois, une série déjà populaire dans Vaillant, où elle était dessinée depuis 1965 par un trio d'auteurs : Lucien Nortier, Christian Gaty et Charlie Kiéfer.
De plus, Coelho a déjà participé à une série ayant pour héros Robin des Bois, au milieu des années 1950, lorsqu'il travaillait pour la Fleetway dans le petit format Thriller Picture Library (en).
Le premier récit de cette nouvelle équipe, La Nuit de Derby, paraît dans le Pif gadget no 27 du 25 août 1969. Coelho dessine, au total, 59 épisodes de cette série jusqu'en 1975.
Les récits sont exclusivement en noir et blanc. Au départ, les histoires tiennent en 20 planches puis petit à petit, le format diminue pour terminer à 10 planches.
Jean Ollivier apprécie particulièrement le mythe, partageant les valeurs de solidarité, de lutte contre l'injustice et l'oppression qu'il véhicule.
Ainsi, la série, sous sa plume et sous le pinceau de Coelho, se concentre sur la lutte de Robin et ses Outlaws face au shérif de Nottingham qui persécute les Saxons.
Ollivier développe essentiellement les compagnons combattants de Robin, ses Outlaws : Petit-Jean, Will Scarlett, Much, Whip et la guerrière Lynn ; laissant de côté des personnages comme frère Tuck ou Marianne, cette dernière étant quasiment absente de la série.

### Le Furet
Cette série originale remplace en 1975 Robin des Bois arrêté après dix ans de bons services. Mais Le Furet n'arrive pas à s'installer dans l'hebdomadaire et ne connaît que treize récits d'un format de 12 planches ; la série s'arrête dès 1976. Les récits sont d'abord en noir et blanc puis la série passe en couleurs comme le reste du journal.
Le Furet est un orphelin recueilli sur le Pont Neuf à Paris par les gueux de la Cour des miracles. Ses compagnons sont aussi sa famille : Bourrache, son plus-que-père, montreur d'ours qui l'accompagne souvent au cours de ses aventures, la douce Babette ainsi que le Jongleur, le roi des gueux. Le Furet est initié très tôt à la gymnastique, domaine dans lequel il excelle, ce qui lui permet de se glisser n'importe où.
Ses aventures commencent au tout début des années 1460 à la fin du règne de Charles VII, dont il est un opposant avant de devenir agent de son fils Louis XI. Il travaille également pour la république de Gênes.
Au cours de ses missions, il rencontre des personnages historiques, le plus souvent des puissants : le doge de Venise Francesco Foscari, le duc de Milan Francesco Sforza, le marquis de Mantoue Louis III le Turc, Cosme de Médicis, le roi Henri VI d'Angleterre ou encore l'âme damnée de Louis XI, Olivier le Diable.
Il compte François Villon parmi ses amis, qu'il libère de prison.

### Erik le Rouge

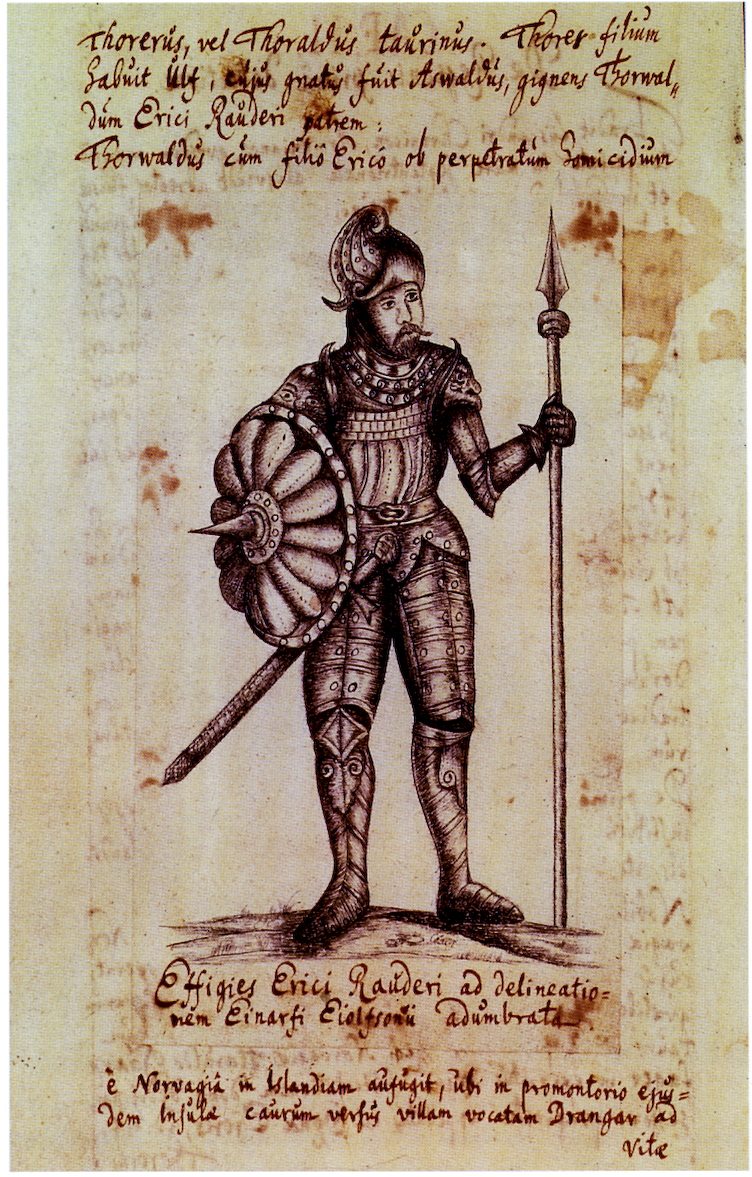
Représentation d'Erik le Rouge au XVIIe siècle.

À la suite de l'insuccès de leur série Le Furet, Jean Ollivier et Eduardo Coelho renouent avec l'univers viking, abandonné depuis Ragnar, en créant Erik le Rouge en 1976. Le format est, comme pour le Furet, réduit à douze planches.
S'inspirant de la saga d'Erik le Rouge, le découvreur du Groenland, Jean Ollivier conte le bannissement de Norvège d'Erik, exclu par le conseil de Hartland. Ollivier mêle étroitement la mythologie nordique aux aventures d'Erik puisque celui-ci est protégé par le dieu Thor et persécuté par Loki.
Comme dans la saga, Erik vogue vers l'ouest avec ses compagnons, tel son ami Thorall le chasseur. Il finit par s'établir en Islande aux Rocs-Pointus où la petite communauté viking s'installe.
Mais son envie de voyager toujours plus à l'ouest ne s'éteint pas.
Malheureusement, Ollivier et Coelho ne peuvent pas prolonger la saga d'Erik le Rouge car la série ne rencontre pas le succès escompté et est arrêtée rapidement dès 1977 après seulement quelques épisodes.

### Ayak le loup blanc

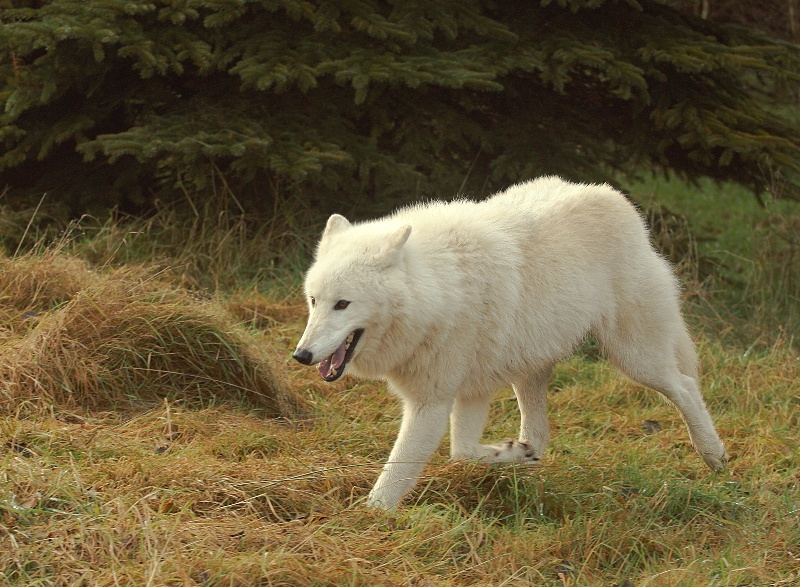
Ayak est un loup arctique.

Eduardo Coelho et Jean Ollivier renouent avec le succès en créant en 1979 la série Ayak. Le duo s'éloigne du champ des séries historiques pour entrer dans celui d'une série naturaliste et animalière.
Ayak est un loup qui assiste à l'invasion de son territoire, le Yukon dans le Grand Nord canadien, par les chercheurs d'or de la fin du XIXe siècle, à l'époque de la ruée vers l'or du Klondike.
Parmi ceux-ci, le trappeur Tom Ryan est accompagné par Wa-Sha, un Indien, et par sa fille Ann.
Une relation étroite et particulière va se créer entre cette petite fille et le loup.
La série connaît plus de trente épisodes de 10 planches et s'arrête en 1984. C'est, pour Coelho, sa dernière série publiée dans Pif gadget.
Trois albums d'Ayak sont publiés chez Hachette entre 1980 et 1981.

### Divers
Toujours dans cette veine naturaliste, et avec Jean Ollivier, Coelho dessine un court récit de trois planches dans le Pif gadget no 358 en 1976, Le Voyage des chutes.
Sa dernière publication a lieu en 2005, dans le nouveau Pif gadget mensuel no 10 avec un récit de douze planches La Loi des terres sauvages, sur un scénario du complice de toujours, Jean Ollivier.

## Autres publications
Pour L'Humanité il dessine Les Orgues du diable de Robin Carvel (alias Robert Carini), adapté par Jean Sanitas en 1968.
De même il reprend pour l'almanach 1972 de L'Humanité, un récit unique de Nasdine Hodja, Le Tapis de Boukhara sur un scénario de Roger Lécureux.
Dans Yps (de), l'équivalent allemand de Pif gadget, il publie, sur des scénarios de Jean Ollivier, la série historique Gerfried de 1977 à 1981. Cette série reste inédite en langue française.

## Bande dessinée et histoire

### Histoire de France en bandes dessinées

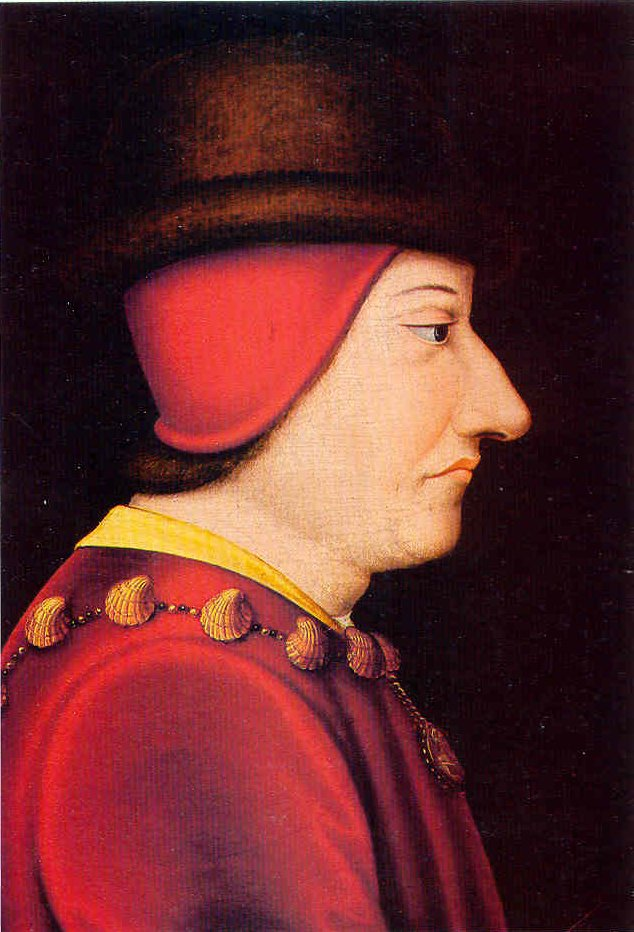
Coelho dessine de nouveau Louis XI, après l'avoir représenté dans sa série le Furet.

À partir 1976, Coelho participe pour Larousse à l'Histoire de la France en bandes dessinées. Cette collection fait appel de nombreux auteurs des éditions Vaillant, qui travaillent ou qui ont travaillé pour Pif gadget. Il réalise sept récits sur des scénarios de Jean Ollivier pour six d'entre eux et de Jacques Bastian pour le dernier. Il retrouve ses thèmes de prédilections comme les Vikings ou le Moyen Âge.

### La Découverte du monde en bandes dessinées
À la suite du succès de l'Histoire de la France en bandes dessinées, les éditions Larousse décident de créer une nouvelle collection contant les aventures des grands explorateurs en bande dessinée.
Coelho réalise cinq récits  de cette collection sur des scénarios de Jean Ollivier pour quatre d'entre eux et de François Lambert pour le dernier.

### Collection HistoireJuniors
L'auteur dessine pour Hachette neuf volumes de la collection Histoire Juniors, qui en compte cinquante, de 1979 à 1986.

### Illustration
En Italie, il publie en 1967 un ouvrage consacré à l'étude des armures, domaine où il devient une référence, ainsi qu'un livre sur les armes blanches en 1975.
Il illustre également de nombreux ouvrages de son compère Jean Ollivier sur l'univers des Vikings.

## Fin de carrière

### La Mémoire des Celtes
En 1985 et 1986, les deux volumes de La Mémoire des Celtes avec Jean Ollivier, parus chez Hachette, sont sa dernière publication.

### Redécouverte de l'artiste au Portugal
Le début des années 1970 voit renaître l'intérêt pour l'artiste dans son pays d'origine. Ses bandes sont republiées, une partie de sa production française est traduite, notamment dans la revue Mundo de Aventuras (pt).
Les années 1980 voient apparaître l'édition d'albums de l'œuvre de Coelho, notamment dans la collection de l'anthologie de la bande dessinée portugaise chez l'éditeur Futura.
En 1998, une grande exposition rétrospective lui est consacré.

## Œuvres publiées